# Akmal Nazarov
Akmal Nazarov , (en uzbeko: Akmal Nazarov, Акмал Назаров)   (17 de diciembre de 1985) es un actor de teatro y cine y presentador de televisión uzbeko.
Akmal Nazarov ha logrado un gran éxito en el campo de la actuación. Akmal Nazarov recibió amplio reconocimiento y aclamación en Uzbekistán después de protagonizar el drama uzbeko de 2007 "Hayot jilgalari" (Melodrama). Desde entonces, ha protagonizado muchas películas de melodrama uzbekas.  En particular, las películas "Umid", que se proyectaron en las pantallas gigantes en 2010, y "Dilor Dilor Dil va or" le dieron gran fama a la actriz.

## Biografía
Akmal Nazarov nació el 17 de agosto de 1985 en Namangan, la capital de Uzbekistán. Después de graduarse de la escuela secundaria en 2000, Nazarov estudió en la Facultad de Cultura de Namangan, se graduó de la universidad en 2004 y se graduó de la Academia de Artes del Estado de Taskent en 2008 en la Facultad de Actuación de Teatro Musical.
Akmal Nazarov se casó en 2013 y ahora Nazarov tiene 4 hijos.

## Inicio de carrera
Akmal Nazarov comenzó su actividad creativa en 2008. En 2009, se dio a conocer al interpretar uno de los papeles principales en la serie de televisión Hayat Jilgalari. En 2010, Nazarov protagonizó la película "Esperanza", y esta película le dio gran fama. En 2010, el director Abduhalil Mignarov protagonizó la serie de televisión. Esta serie no trajo mucho éxito a Nazarov. En 2012, Nazarov protagonizó la película "Mekhrigiyo", pero Nazarov tuvo mala suerte en esta película. En 2014, Nazarov apareció en dos películas, una de las cuales fue "Dilor Dilor Dil va or" dirigida por Shukhrat Abbasov. La película "Steps" de Nazarov le da a Nazarov un gran reconocimiento. En 2015, Nazarov estrenará la película "Ko’z Yoshim" y esta película presentará no solo Uzbekistán a los países de Asia Central. En 2015, Nazarov recibió muchos premios. Mejor Actor de 2015 y Mejor Actor Positivo del Año y Premio RizaNova Mejor Actor Masculino de 2015. En 2016, protagonizó "Koz Yoshim 2", en 2017 "La hija de mi madre", "Fitna" y series. Nazarov interpreta a un personaje negativo en la serie de televisión "Tukhmat Gyrdobi" de 2018. Este papel revela los lados desconocidos de Nazarov y gana la nominación al mejor actor negativo de 2018. En 2019, Nazarv volverá a desempeñar un papel negativo en la película "Sniper" del productor Ruslan Mirzaev. En el mismo año, Nazarov interpretó el papel de uno de los personajes principales, Bekzod, en la serie de televisión "Lección", y después de esta serie, Nazarov fue invitado a aparecer en muchas series de televisión. En 2020, Nazarov aparecerá en la película "Shllaqi". Ratas otras películas y series de TV por el Covid 19. Desde principios de 2021, filmará la película "Ayibziz Ayibdor", esta película le dará a Nazarov un buen reconocimiento. En el mismo año, aparecerá en la serie de televisión "La segunda esposa". En 2022, Nazarov aparecerá en las series "Qora quti" y "Zebo". Estas series atrajeron a Nazarov no solo atención sino también muchos ingresos.

## Discografía
| Año  | Álbum    |
| ---- | -------- |
| 2014 | Senda    |
| 2017 | Goʻzalim |

## Filmografía
A continuación se muestra una lista ordenada cronológicamente de películas en las que ha aparecido Akmal Nazarov.
| Año  | Título                | Role     | Árbitra |
| ---- | --------------------- | -------- | ------- |
| 2010 | Umid                  | Davron   |         |
| 2012 | Mexrigiyo             | Alisher  |         |
| 2014 | Dilor Dilor Dil va or | Normurod | [ 2 ]   |
| 2014 | Qadamlar              |          |         |
| 2015 | Ko’z yoshim           |          | [ 10 ]  |
| 2016 | Ko’z yoshim 2         |          |         |
| 2017 | Ona qizim             |          |         |
| 2019 | Snayper               |          | [ 11 ]  |
| 2020 | Shallaqi              |          |         |
| 2021 | Ayibsiz ayibdor       |          |         |

### Series
| Year      | Title           | Ref    | Árbitra |
| --------- | --------------- | ------ | ------- |
| 2009      | Xayot jilgalari |        |         |
| 2010-2014 | Opa singillar   | Qudrat | [ 12 ]  |
| 2017      | Fitna           | Botir  |         |
| 2018      | Tuxmat girdobi  |        |         |
| 2019      | Saboq           |        |         |
| 2021      | Ikkinchi xotin  |        |         |
| 2022      | Qora quti       |        |         |
| 2022      | Zebo            |        |         |

## Premios
- 2009 - ganador del premio XXVIII "Elección del actor favorito" en la nominación local "Actor uzbeko favorito" del canal de televisión "NTT" de Uzbekistán.

- 2010 - ganador del premio no comercial "M&TV" del cine nacional de Uzbekistán "Mejor personaje negativo uzbeko del año" - por el papel de Davron en la película "Umid" (2008).

- 2012 - por interpretar el papel de Nodyr en la serie de televisión "Mexrigiyo".

- 2017 - Nominación a "Mejor Actor en una Trama (Fitna)/Serie" al Premio Profesional de Televisión de la Asociación de Productores de Cine y Televisión.

- 2019 - "¡Cinta dorada!" Laureado del Premio Nacional de Televisión que lleva su nombre En la nominación especial "Saboq".

- Premio GQ-2020 "Mejor actor negativo del año".